# Парма
Па́рма (італ. Parma) — місто в Італії, в регіоні Емілія-Романья, Пармська провінція. Адміністративний центр провінції. Столиця колишнього Пармського герцогства (1545—1859). У місті розташовано багато пам'яток мистецтва і культури світового значення. Головний освітньо-науковий центр — Пармський університет, один із найстарших в Італії. Щорічний фестиваль відбувається 13 січня. Покровитель — святий Гіларій. Населення — 190 284 особи (2014).

## Назва
- Парма (лат. і італ. Parma)
- Юлія-Августа (лат. Iulia Augusta)

## Географія
Парма розташована на відстані близько 370 км на північний захід від Рима, 90 км на північний захід від Болоньї.
Головне місто однойменної провінції. Розташована на півночі Італії, у західній частині регіону Емілія-Романья, між Апенінами та Паданською низовиною. Однойменна річка Парма (що є одним із важливих притоків головної річки країни По) розділяє це місто на дві частини, але перш ніж її води втікають до історичного центра міста, до її русла додаються води Баганци (Baganza). Рівень води у руслі Парми постійно змінюється  — то вона виходить з берегів у зимовий період, то майже пересихає влітку. На початку XIX століття берега цієї річки обнесли високими стінами, вздовж території усього міста.

### Клімат
| PARMA                         | Місяці | Місяці | Місяці | Місяці | Місяці | Місяці | Місяці | Місяці | Місяці | Місяці | Місяці | Місяці | Пора | Пора | Пора | Пора | Рік  |
| PARMA                         | Січ    | Лют    | Бер    | Кві    | Тра    | Чер    | Лип    | Сер    | Вер    | Жов    | Лис    | Гру    | Зим  | Вес  | Літ  | Осі  | Рік  |
| ----------------------------- | ------ | ------ | ------ | ------ | ------ | ------ | ------ | ------ | ------ | ------ | ------ | ------ | ---- | ---- | ---- | ---- | ---- |
| Темп. макс. (°C)              | 4.1    | 7.5    | 13.2   | 18.0   | 22.8   | 27.3   | 30.1   | 29.3   | 24.8   | 17.8   | 10.3   | 5.4    | 5.7  | 18   | 28.9 | 17.6 | 17.6 |
| Темп. мін. (°C)               | -1.5   | 0.4    | 4.5    | 8.3    | 12.5   | 16.3   | 18.6   | 18.2   | 15.0   | 10.1   | 4.8    | 0.4    | -0.2 | 8.4  | 17.7 | 10   | 9    |
| Опади (мм)                    | 57     | 55     | 65     | 76     | 73     | 56     | 37     | 48     | 67     | 96     | 84     | 63     | 175  | 214  | 141  | 247  | 777  |
| Дні опадів (≥ 1 мм)           | 7      | 7      | 8      | 9      | 9      | 7      | 4      | 5      | 6      | 9      | 9      | 8      | 22   | 26   | 16   | 24   | 88   |
| Абсолютна геліофанія (години) | 2.8    | 4.1    | 5.6    | 7.1    | 8.3    | 9.8    | 10.2   | 9.3    | 8.1    | 5.7    | 3.1    | 2.6    | 3.2  | 7    | 9.8  | 5.6  | 6.4  |

### Сусідні муніципалітети
- Коллеккьо
- Лангірано
- Лезіньяно-де'-Баньї
- Медезано
- Меццані
- Монтек'яруголо
- Ночето
- Сала-Баганца
- Сісса-Треказалі
- Сорболо
- Сант'Іларіо-д'Енца
- Торриле
- Траверсетоло
- Феліно
- Фонтанеллато
- Фонтевіво
- Форново-ді-Таро

## Історія

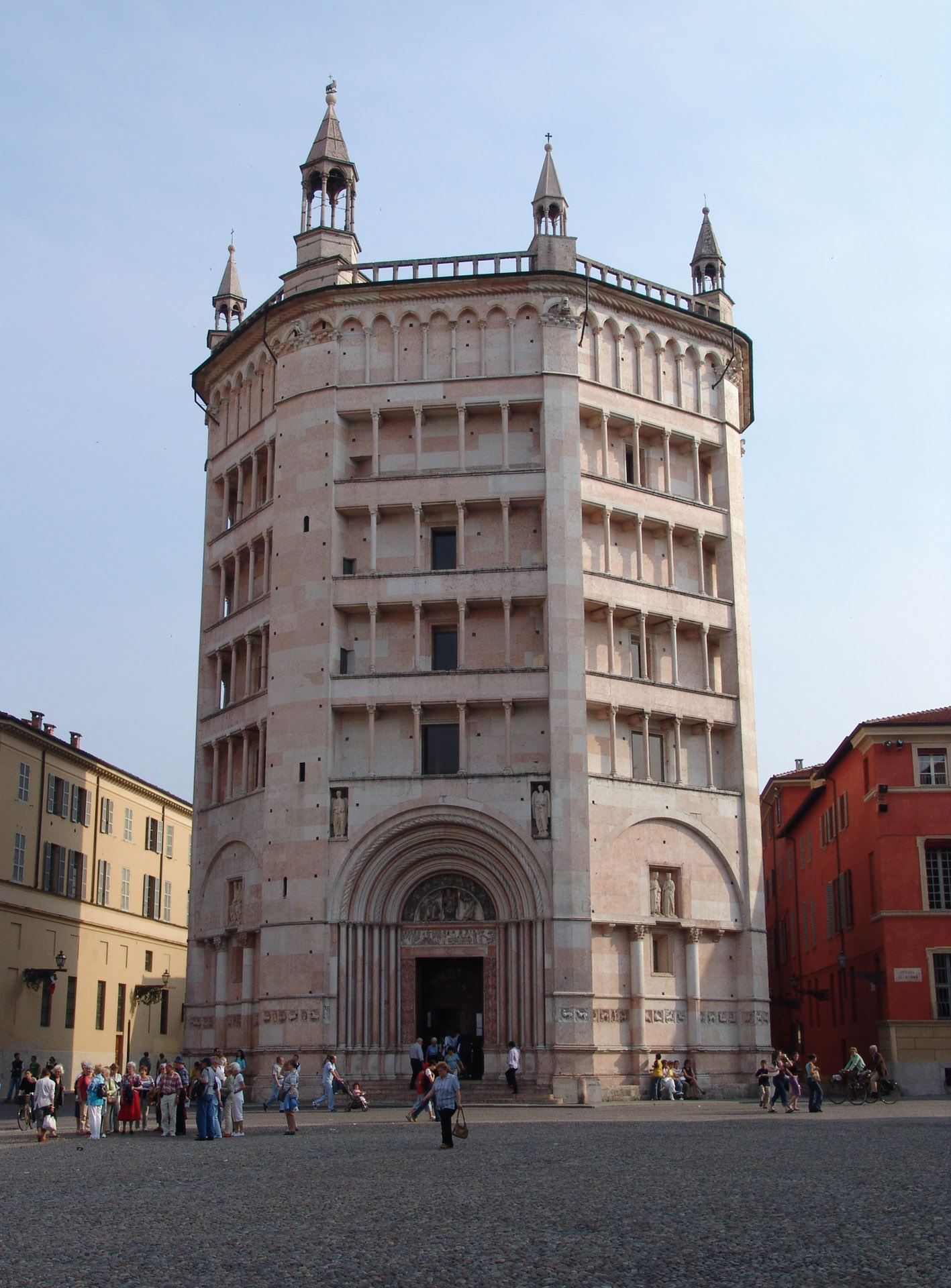
Пармський баптистерій

### Античність
Археологічні розкопки довели, що місто існувало що до приходу кельтів (6 століття до н.е.) Судячи з усього, це було етруське місто, але доволі можливо, що місто було закладене ще у бронзову добу. Існує багато фактів, які підтверджують те, що на території сучасного міста розміщувалося поселення террамарів. Селище, яке складалося з будинків квадратної форми на підпорках (palafitta), сконструйованих на «твердій землі» (тобто не на болотах чи у воді) поруч з водоймами, скоріше за все на правому та лівому березі сучасної річки Парма; таким чином, це були сполучені між собою водним шляхом, але незалежні одне від одного, поселення.
Але офіційне заснування міста належить римлянам і датується 183 роком до н. е. Місто на території террамарського поселення було зруйновано у 44 році до н. е. і перенесено трохи на захід, його центром стала сучасна площа імені Джузеппе Гарібальді. З плином віків місто постійно змінювалося то завдяки технічному і культурному прогресу, то під впливом воєнних дій, і звісно завдяки естетичним внескам різних королівських родин, власністю яких воно було.
Період бронзової доби відповідає окупації низовин у околиць Парми, де локалізувалися численні террамаре («terramare»). Для істориків, за Тіта Лівія, Парма мала б бути етруським містом, оскільки у вказаний період захід Емілії був під впливом етрусків.
У IV ст. до н. е. регіон окуповують кельти і безпосередньо на території сучасної Парми розміщуються бойї.
У зв'язку з поступовим завоюванням римлянами півночі сучасної Італії, у 183 р. до н. е. Парма перетворюється на римську колонію, і кожна з 2000 сімей завойовників отримує земельний наділ поблизу сучасної вулиці Емілія (via Emilia). З плином часу місто було названо на честь Аугуста Парменсіс (Augusta Parmensis), за його вірність Римській імперії. Майбутня криза, що поглине Римську імперію позначиться і на Пармі, зруйнувавши стабільність та економічне процвітання, що призведе до значного демографічного спаду. Потім чергування піднесень та занепадів: грабіжницькі набіги Аттіли (Attila) з 452 р., відродження у руках Теодоріха  після 502 р.; драматичні наслідки війни з готами, потім знову короткий період розквіту під час візантійського періоду (539—568), що дало Пармі ім'я Крізополі (Crisopoli) (Золоте Місто).

### Середньовіччя

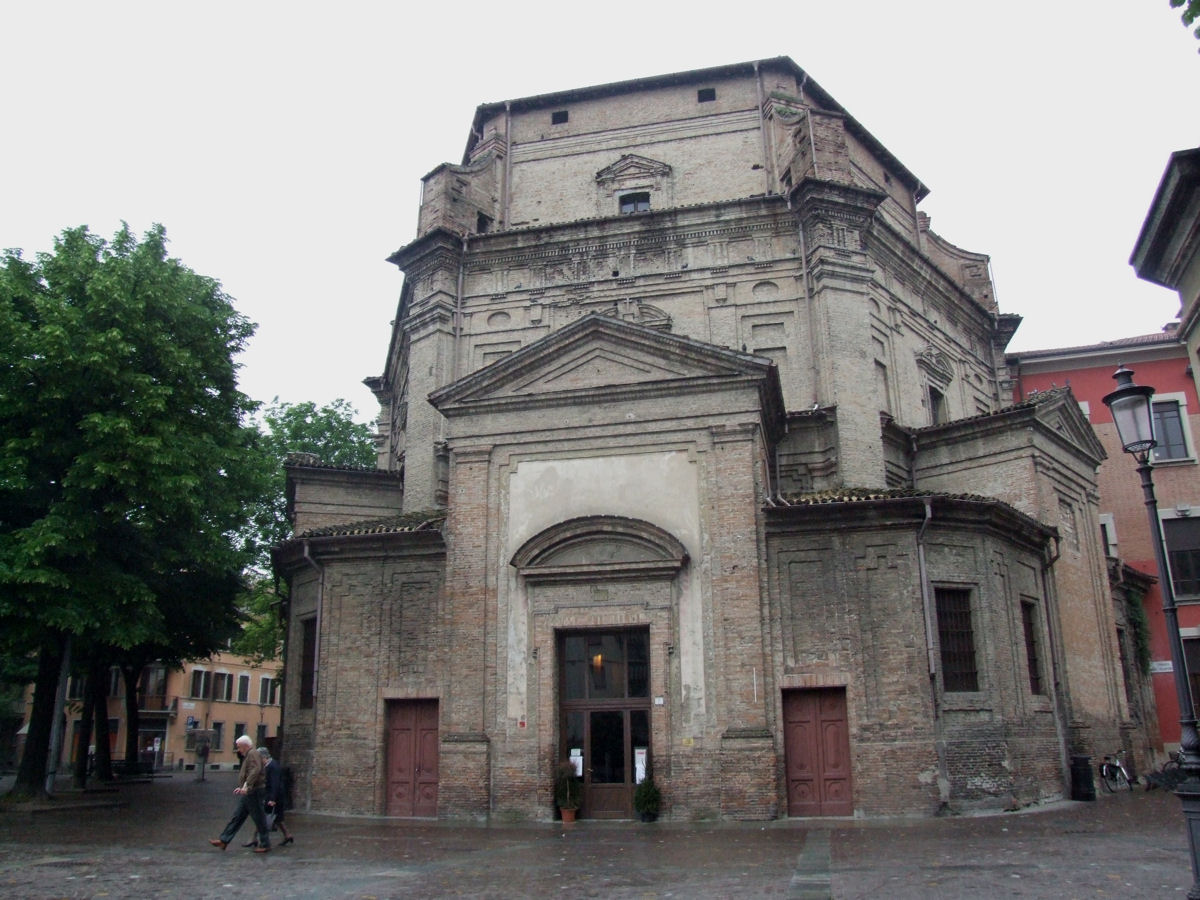
Церква Св. Марії

З приходом лангобардів у 593 році Парма вперше перетворюється на військово-адміністративний центр герцогства, резиденцію сина короля Аджілулфа (Agilulf). Потім влада потрапляє у руки франків і в 879 Карл I Великий  передає управління містом єпископу Гвідобо (Guidobo). До грабунків з боку мадярських племен у IX столітті у Пармі панує процвітання та демографічний ріст. До XII століття влада тримається у руках єпископів, потім Парма перетворюється на незалежне місто під адміністрацією подести і капітано-дель-пополо. У 1160 році Федерік Барбаросса змушує жителів Парми присягати на вірність Римській імперії, але авторитет імператора не визнають у місті. Парма входить до складу Ломбардської ліги й бере участь у битві під Леньяно 1174 року. Підписаний у 1183 році Костанцький мирний договір відновлює автономність жителів міста.
У довгий період протистояння між гвельфами та гібелінами , що домінує у політичному житті Італії з XII по XI століття. Спочатку Парма виступає на стороні гібелінів, але потім, під впливом імператора, після битви під Боргетто дель Тарро (на місці сучасного Кастельгуельфо (Castelguelfo)), переходить на бік гвелфів.

### Ранній новий час
Після закінчення періоду правління іноземців Парма потрапляє до влади родини Вісконті  з 1346 по 1447, за винятком короткого періоду між 1404 і 1409, коли влада була в руках Оттобоно Терці (Ottobono Terzi). У Вісконті владу над містом переймають Сфорца , потім Франція. Але у 1521 армії Папи та іспанців після триденної блокади перемагають французьке військо і звільнюють місто.
У 1545 Папа Павло III створює герцогство Парма і передає його до влади незаконно народженому сину П'єру Луїджі Фарнезе . Сім'я Фарнезі панує у місті до 1731, перетворивши Парму на маленьку італійську столицю, переповнену витворами мистецтва великих митців, серед яких Корреджо , Парміджаніно та інші.
У Фарнезе владу переймають Бурбони , яких називають сім'єю короля-сонця та іспанського інфанта Карло І. Утворюється нове герцогство Парми та П'яченци. Династія Бурбонів сприяла становленню Парми як культурної столиці Європи.

### Новий час
Все змінюється, коли до влади приходить Наполеон I Бонапарт і перетворює процвітаюче герцогство на простий французький департамент Таро. І тільки після зречення Наполеона у 1814 році Віденський конгрес відновив герцогство Парма, П'яченца і Гуасталла , передавши керівництво над ними Габсбургам. У зв'язку з цим, Марія-Луїза Австрійська, дружина Наполеона і донька імператора Франца І перетворюється на герцогиню, що фігурувала у революційних повстаннях у 1831 і 1847, і до смерті (1847) тримає владу у своїх руках.
У цьому ж році правління герцогством повертається до Бурбонів, спочатку на чолі з Карлом ІІ (1847—1849), потім переходить до Карла III (1849—1854), і в кінці — до Роберто І ді Парма, але він занадто малий і керівництво, по суті, знаходиться у руках матері, Марії-Луїзи ді Бурбон-Франція. Роберто у віці 11 років був скинутий з престолу (1859), коли у розпалі другої війни за незалежність його мати віддає перевагу втечі у Ломбардо-Венето (Lombardo-Veneto), щоб дочекатися результатів війни. Було укладено Мирний договір Віллафранка , у результаті якого Королівство Сарденія (Regno di Sardegna) увійшло до складу герцогства (1860). Так правління Бурбонів триває протягом всього часу, і в 1964 році внуки Роберто стають грандами Люксембургу.

### Новітній період
У 1922 році місто Парма відзначилося у протистоянні, не допустивши до міста фашистів під керівництвом Італо Бальбо. Цей випадок розглядають як перший випадок дій італійського Руху Опору. Також, Парма названа одним з «міст, що проявили військову доблесть у національно-визвольній війні» («Città decorate al Valor Militare per la Guerra di Liberazione») і відзначена золотою «Медаллю за військову доблесть» (Medaglia d'Oro al Valor Militare) у результаті дій під час Другої світової війни.
Тільки після закінчення Другої світової війни і загалом, починаючи з 60-х років розвиток міста відбувається зі значним прискоренням що призводить до подвоєння добробуту місцевих мешканців майже в двоє, на початку 90-х років, який збільшується ще на 28 % між 1994 та 2003, сягнувши небачених, до того часу, темпів росту. Так великі проєкти починають своє втілення, що призводить до багатьох змін в повсякденному житті звичайних мешканців. Наприклад, в частині міста, що знаходиться північніше залізничного вокзалу, за проектом перекваліфікації 40.000 метрів квадратних екс-індустрійних земель, розробленим каталонським архітектором Оріол Бохігас (Oriol Bohigas); будується доволі сучасний міст зі сталі та скла.

## Населення
Населення за роками:

Станом на 31 грудня 2014 року в муніципалітеті офіційно проживало 30 687 іноземців з 134 країн, серед них 5182 громадяни країн Євросоюзу та 1292 громадяни України.

## Культура

### Музеї
- Пармська національна галерея

### Музика
- Kirlian Camera

## Відомі люди
- Франческо Параміджаніно, художник
- Сісто Бадалоккйо, художник
- Алессандро Аральді, художник
- Джамбаттіста Бодоні, типограф
- Фердинандо Паер, композитор
- Джузеппе Верді, оперний композитор
- Артуро Тосканіні, диригент
- Бернардо Бертолуччі, кінорежисер
- Фабіо Фаббрі, дипломат
- Ліно Вентура ( 1919- 1987) — французький актор італійського походження
- Паола Пітагора (* 1941 року) — італійська акторка.

## Міста-побратими
- Вормс
- Шицзячжуан
- Бург-ан-Бресс
- Тур
- Любляна
- Сегед
- Стоктон
- Братислава
- Гвадалахара
- Клуж-Напока

### Уродженці
- Климент III (антипапа) (1029—1100) - антипапа у 1080—1100 роках
- Енріко Катуцці (*1946 — †2006) — італійський футболіст, згодом — футбольний тренер
- Джанмарко Феррарі (*1992) — італійський футболіст, захисник.
- Стефано Піолі — футболіст, тренер.
- Бруно Мора — футболіст, тренер.